# Marathon van Houston 1987
De marathon van Houston 1987 (ook wel Houston-Tenneco) vond plaats op zondag 18 januari 1987. Het was de vijftiende editie van deze marathon.
De marathon werd bij de mannen gewonnen door de Zuid-Afrikaan Derrick May in 2:11.51. Hij had slechts vijftien seconden voorsprong op de Noor Geir Kvernmo. Bij de vrouwen won de Noorse Bente Moe in 2:32.37. Beide winnaars ontvingen $ 22.000 voor hun overwinning.
In totaal finishten er 2849 marathonlopers, waarvan 2405 mannen en 444 vrouwen.

## Uitslagen

### Mannen
| rang   | naam                   | land | tijd    |
| ------ | ---------------------- | ---- | ------- |
| Goud   | Derrick May            | RSA  | 2:11.51 |
| Zilver | Geir Kvernmo           | NOR  | 2:12.06 |
| Brons  | Sam Ngatia             | KEN  | 2:12.23 |
| 4      | Alfredo Shahanga       | TAN  | 2:12.27 |
| 5      | Allan Zachariasen      | DEN  | 2:12.43 |
| 6      | Brian Sheriff          | ZIM  | 2:13.40 |
| 7      | Ric Sayre              | USA  | 2:13.54 |
| 8      | Guillermo Yrizar       | MEX  | 2:14.25 |
| 9      | Errol Green            | RSA  | 2:14.32 |
| 10     | Leodigard Martin       | TAN  | 2:14.39 |
| 11     | Jean-Michel Charbonnel | FRA  | 2:15.15 |
| 12     | Steve Benson           | USA  | 2:15.54 |
| 13     | Martti Kiilholma       | FIN  | 2:16.04 |
| 14     | Richard Umberg         | SUI  | 2:16.07 |
| 15     | Kenneth Hunter         | USA  | 2:16.08 |
| 16     | Ronald Boreham         | GBR  | 2:16.23 |
| 17     | Paul Pilkington        | USA  | 2:16.50 |
| 18     | Kim Bergdahl           | FIN  | 2:17.12 |
| 19     | Larry Barthlow         | USA  | 2:17.32 |
| 20     | Ernesto Gutierrez      | COL  | 2:17.59 |
| 21     | Don Paul               | USA  | 2:18.27 |
| 22     | Steven Spence          | USA  | 2:18.34 |
| 23     | Robert Murdock         | USA  | 2:18.40 |
| 24     | James Munyala          | KEN  | 2:18.44 |

### Vrouwen
| rang   | naam               | land | tijd    |
| ------ | ------------------ | ---- | ------- |
| Goud   | Bente Moe          | NOR  | 2:32.37 |
| Zilver | Veronique Marot    | ENG  | 2:35.37 |
| Brons  | Sylvie Bornet      | FRA  | 2:37.48 |
| 4      | Evy Palm           | SWE  | 2:38.39 |
| 5      | Janis Klecker      | USA  | 2:39.11 |
| 6      | Sissel Grottenberg | NOR  | 2:40.52 |
| 7      | Bernadette Duffy   | CAN  | 2:43.36 |
| 8      | Debbie Warner      | USA  | 2:44.29 |
| 9      | Ann Peisch         | USA  | 2:44.44 |
| 10     | Kathy Molitor      | USA  | 2:45.37 |
| 11     | Candace Strobach   | USA  | 2:45.40 |
| 12     | Donna Burge        | USA  | 2:46.28 |
| 13     | Sandra Mewett      | GBR  | 2:48.23 |
| 14     | Teresa Villasenor  | USA  | 2:49.06 |
| 15     | Mary Level         | USA  | 2:49.56 |
| 18     | Karen Mcquilken    | USA  | 2:51.24 |
| 19     | Julie Shea         | USA  | 2:52.38 |

1972 ·
1973 ·
1974  ·
1975 ·
1976 ·
1977 ·
1978 ·
1979 ·
1980 ·
1981 ·
1982 ·
1983 ·
1984 ·
1985 ·
1986 ·
1987 ·
1988 ·
1989 ·
1990 ·
1991 ·
1992 ·
1993 ·
1994 ·
1995 ·
1996 ·
1997 ·
1998 ·
1999 ·
2000 ·
2001 ·
2002 ·
2003 ·
2004 ·
2005 ·
2006 ·
2007 ·
2008 ·
2009 ·
2010 ·
2011 ·
2012 ·
2013 ·
2014 ·
2015 ·
2016 ·
2017